# Наджи Шенсой
Наджи Шенсой (на турски: Naci Şensoy; на сръбски: Наџи Шенсој (на кирилица) и Nadži Šensoj (на латиница)), е роден в бивша Югославия, по-точно в Република Сърбия (Автономна покрайнина Косово и Метохия), треньор по футбол. През 2015 г. е назначен за старши треньор на Пирин (Благоевград).